# Sophie Skelton

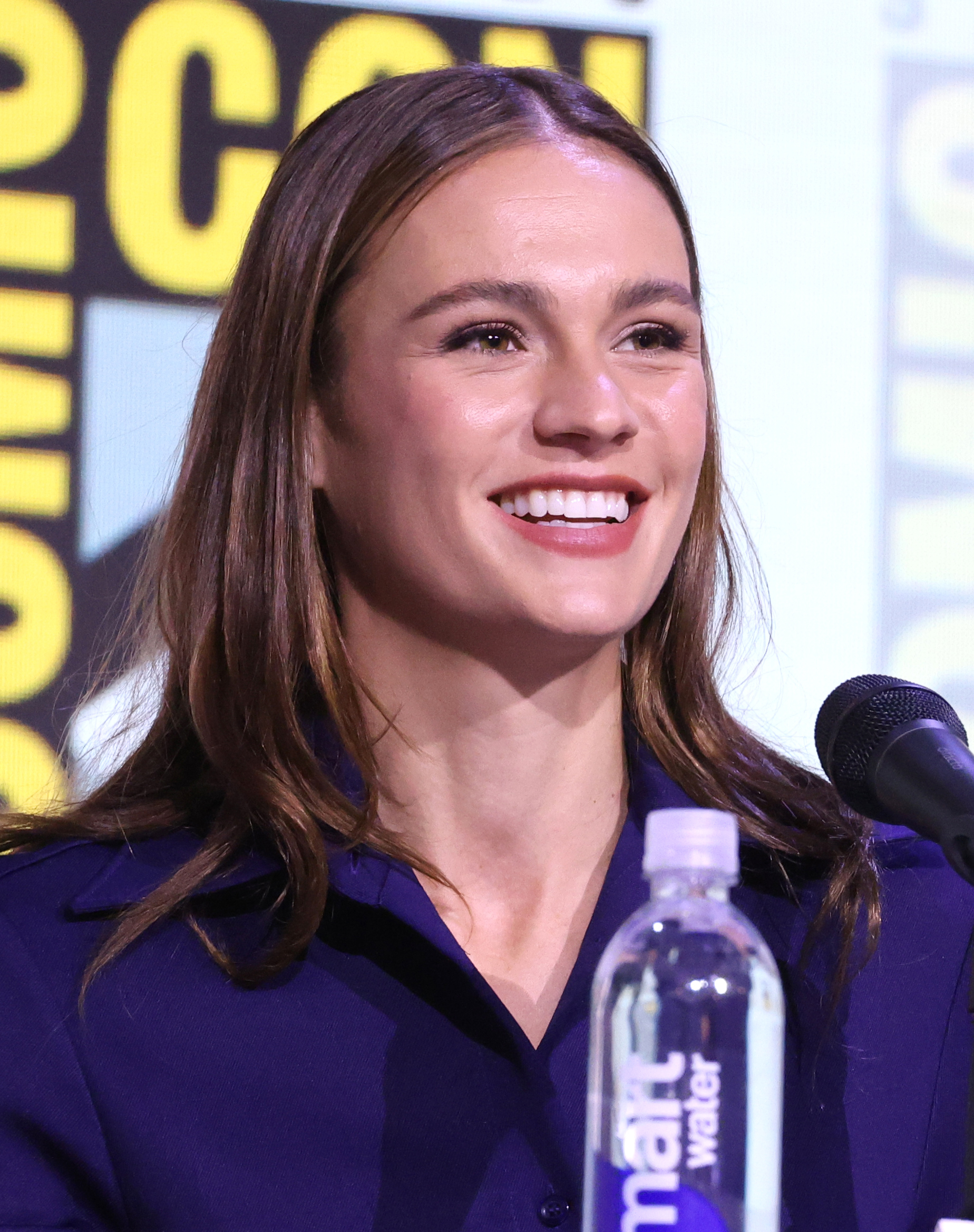
Sophie Skelton (2025)

Sophie Alexandra Skelton (* 7. März 1994 in Stockport, Greater Manchester, England) ist eine britische Schauspielerin.

## Leben
Sophie Skelton wurde 1994 als jüngstes Kind der Spielzeug-Erfinder Simon und Ruth Skelton geboren. Sie hat zwei ältere Brüder namens Roger und Sam. Skelton besuchte die Stockport Grammar School und schloss ihr Abitur in den Fächern Chemie, Biologie, Mathematik und Englische Literatur ab. Nach dem Erhalt der Hochschulreife schlug sie Angebote verschiedener Universitäten aus und verschob ihr Studium zugunsten ihrer Schauspielkarriere.
Bereits im Alter von drei Jahren begann sie mit dem Tanzen und erhielt später eine Ballett-Ausbildung an der Royal Academy. Zudem kann die Schauspielerin eine abgeschlossene Gesangsausbildung nachweisen.

### Schauspielkarriere
Im Jahr 2012 feierte Skelton ihr Schauspieldebüt als Becca Smith in der Serie Inspector Banks. In Großbritannien wurde sie durch ihren Auftritt im BBC-Drama Casualty bekannt. Die Rolle der Brianna Ellen Randall Fraser MacKenzie in der Fernsehserie Outlander führte schließlich zum internationalen Durchbruch.
Neben der Arbeit für Film und Fernsehen ist die Schauspielerin auch für verschiedene Theaterproduktionen tätig. So war sie (u.a) bereits in den Musicals West Side Story, Les Misérables, Chicago und Oliver! zu sehen.

## Filmografie

### Filme
- 2014: D-Day – Allein unter Feinden (The War I Knew)
- 2016: Blackbird (Kurzfilm)
- 2017: Another Mother’s Son
- 2017: Day of the Dead: Bloodline
- 2018: 211 – Cops Under Fire
- 2022: Stalker

### Serien
- 2012: Inspector Banks (DCI Banks, Fernsehserie, 2 Episoden)
- 2013: The Dumping Ground (Fernsehserie, Episode 1x12)
- 2013–2014: Waterloo Road (Fernsehserie, 4 Episoden)
- 2013, 2015: Doctors (Fernsehserie, 2 Episoden)
- 2015: Inspector Foyle (Fernsehserie, Episode 8x02)
- 2015: So Awkward (Fernsehserie, 12 Episoden)
- 2015: Casualty (Fernsehserie, 2 Episoden)
- 2016: Ren (Fernsehserie, 5 Episoden)
- 2016–2025: Outlander (Fernsehserie, 50 Episoden)

## Synchronrollen

### Serien
- 2023: Castlevania: Nocturne (Fernsehserie, Episode 1x12) … als Julia Belmont